# Pierre Bühler
Pour les articles homonymes, voir Bühler.
Cet article concerne le théologien. Pour le diplomate français, auteur d'ouvrages sur les relations internationales, voir Pierre Buhler.
Pierre Bühler, né le 12 janvier 1950 à Tramelan, est un théologien protestant suisse.

## Parcours académique
Pierre Bühler est né dans une famille mennonite, à Tramelan (Jura bernois), où il poursuit sa scolarité obligatoire. Après sa maturité au gymnase français de Bienne, il étudie la théologie et la philosophie à Lausanne et Zurich. En 1974, il est consacré au ministère pastoral dans l'Église évangélique réformée du canton de Zurich et devient, la même année, assistant en théologie systématique à la Faculté de théologie de l'Université de Zurich, auprès de Gerhard Ebeling.
De 1982 à 1997, il a occupé la chaire de théologie systématique à la Faculté de théologie de l'Université de Neuchâtel. En 1996, il est fait docteur honoris causa de la Faculté libre de théologie protestante de Montpellier. De 1997 à 2015, il a été professeur de théologie systématique (en particulier herméneutique et théologie fondamentale) à la Faculté de théologie de l'Université de Zurich. De 2006 à 2009, il a présidé la Société suisse de théologie.

## Recherches
Pierre Bühler est un spécialiste de l'œuvre de Martin Luther, Søren Kierkegaard, Friedrich Dürrenmatt, Paul Ricœur. Ses recherches portent principalement sur l'herméneutique théologique et philosophique (Rudolf Bultmann, Gerhard Ebeling) ; le dialogue de la théologie avec la philosophie, les sciences humaines et les sciences de la nature ; l'humour ; le rapport entre théologie et littérature (notamment Sylvie Germain), texte et image, herméneutique et éthique.